# Frotis de sangre

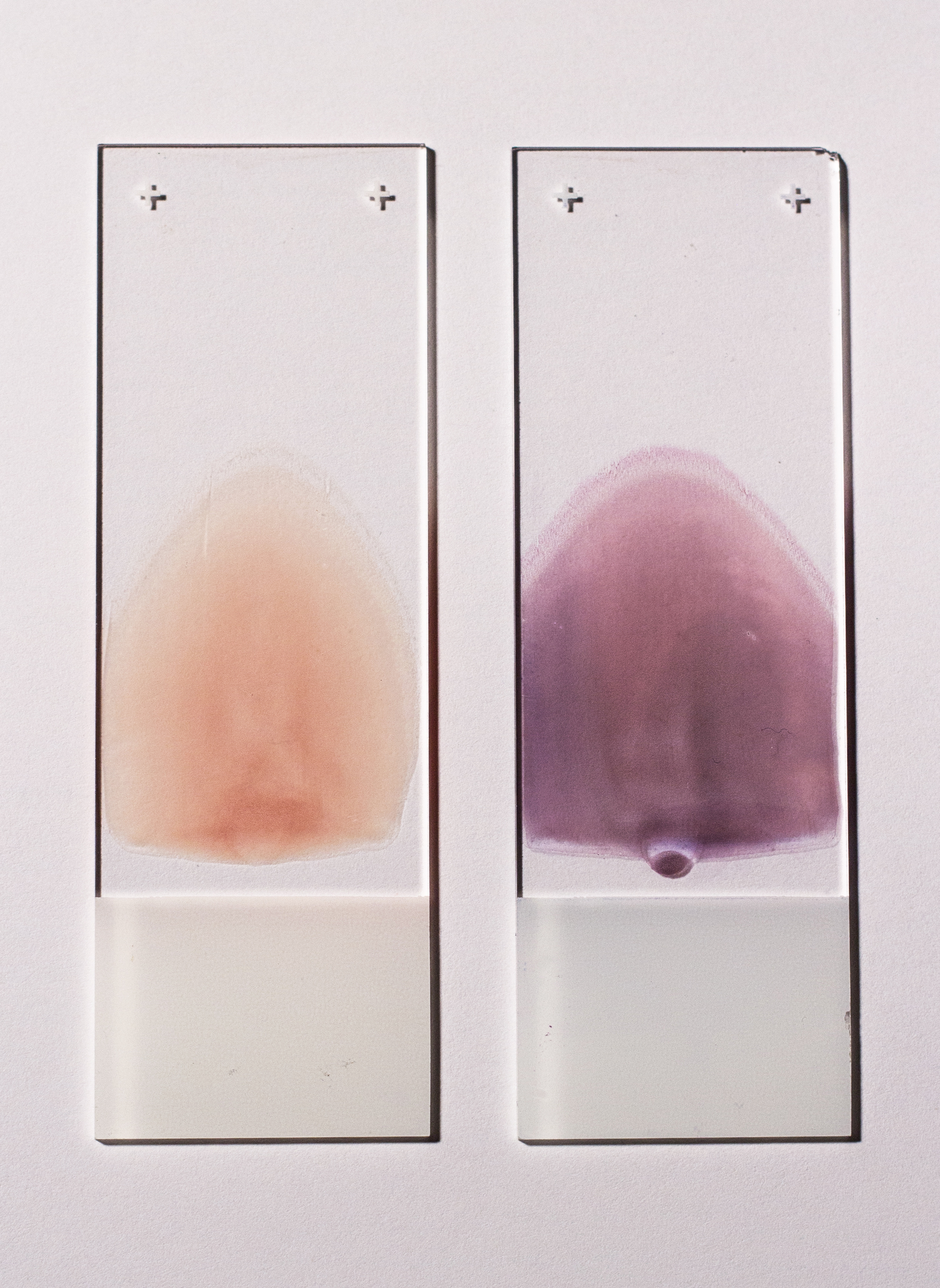
Dos frotis adecuados para la caracterización de los elementos celulares sanguíneos. El frotis izquierdo se halla sin teñir y el derecho se halla teñido con Wright-Giemsa.

Un frotis de sangre o extendido de sangre es una técnica científica que consiste en la extensión de una gota de sangre sobre la superficie de un portaobjetos o de un cubreobjetos, con el fin de analizarla posteriormente al microscopio.

## Objetivo
Las alteraciones singulares en la forma de las células, pueden ser una identificación específica de algunas enfermedades.
La fidelidad de la información obtenida de los frotis depende en gran parte de la calidad con que se hayan hecho estas preparaciones. Estas no deben ser demasiado gruesas porque las células se amontonarían y no podrían ser reconocidas ni diferenciarse, ni demasiado delgadas porque las células se deformarían, distorsionarían y destruirían. Por eso los frotis de sangre deben ser bien nivelados y para obtener buenos resultados es necesario que:
1. Tanto portaobjetos como cubreobjetos deben estar bien limpios y desengrasados (preferentemente nuevos).
2. La gota de sangre usada para la preparación del frotis no debe ser muy grande ni pequeña, de preferencia del tamaño de la cabeza de un alfiler (entre 2 y 3 mm), obtenida por punción capilar.
3. La sangre no haya estado en contacto con anticoagulante, pues podría deformarse la morfología celular si pasase esto.
4. La lectura de las extensiones se hará en las zonas donde los eritrocitos "casi se tocan".

## Extensión en el portaobjetos
Para hacer las extensiones en portaobjeto se coloca una gota de sangre de 3 a 4 mm de diámetro, a unos 2 o 3 cm de uno de los extremos del portaobjetos, este se coloca en una superficie plana y lisa. Con el borde de otro portaobjeto, con el que se toca la gota de sangre, la cual se desliza por capilaridad a todo lo largo del canto de dicho portaobjeto y con un movimiento rápido y uniforme, en un ángulo de 45 grados se desliza el portaobjetos dejando una capa de sangre en la superficie del otro. El espesor del extendido debe ser delgado.